# Cardinalidade do contínuo
Na matemática, em especial na teoria dos conjuntos, a cardinalidade do contínuo é a cardinalidade do conjunto dos números reais. Este cardinal costuma ser representado por {\displaystyle {\mathfrak {c}}}: {\displaystyle {\mathfrak {c}}=|\mathbb {R} |\,}.
Georg Cantor provou que {\displaystyle {\mathfrak {c}}=2^{\aleph _{0}}\,} , e conjecturou (a hipótese do contínuo) que {\displaystyle {\mathfrak {c}}=\aleph _{1}\,}. 